# Chen Meiting
Chen Meiting (3 aprile 2005) è una sciatrice freestyle cinese.

## Palmarès

### Mondiali juniores
- 1 medaglia:
  - 1 oro (salti a Obertauern 2023)

### Coppa del Mondo
- Miglior piazzamento nella Coppa del Mondo di salti: 4ª nel 2024 e nel 2025
- 4 podi:
  - 3 secondi posti
  - 1 terzo posto